# ユン・ドンシク
ユン・ドンシク（윤동식 尹東植、英: Yoon Dong Sik、1972年8月24日 - ）は、韓国の男性総合格闘家。柔道家。ソウル特別市出身。チーム・ユン所属。

## 来歴

### 柔道
柔道家として活躍。国際大会47連勝という偉業を達成している。2001年7月、ミュンヘンでの世界選手権で銅メダルを獲得した。しかし、韓国柔道界の政治的事情（PRIDEの選手紹介ビデオの中では、実力よりも学閥が優先されると述べられていた）からオリンピックへ出場することはできなかった。

### 総合格闘技
2005年に総合格闘家に転身。当初、古賀稔彦と瀧本誠に勝利したとの触れ込みで鳴り物入りでPRIDE参戦。4月23日のミドル級（-93 kg）グランプリ1回戦で桜庭和志と対戦したが、38秒でTKO負けを喫した。
その後、高田延彦主宰の髙田道場に所属し、PRIDEのリングで瀧本誠、クイントン・"ランペイジ"・ジャクソン、ムリーロ・ブスタマンチと対戦するが、全敗に終わった。
2007年にフリーに転身、6月2日に行われたDynamite!! USAでメルヴィン・マヌーフと対戦。カリフォルニア州アスレチック・コミッション（CSAC）の規定で故障している足首にテーピングをすることが出来ず一度は試合をキャンセルしかけるが、イベントプロデューサーの谷川貞治の説得により出場を決断。2Rに腕ひしぎ十字固めで一本勝ち、総合格闘技での初勝利となった。
2007年7月16日のHERO'Sでベルナール・アッカと対戦予定であったが、Dynamite!! USAでの怪我の影響で出場をキャンセル。
2007年9月17日、HERO'Sでゼルグ・"弁慶"・ガレシックと対戦し、腕ひしぎ十字固めで一本勝ち。
2007年10月28日、母国で開催されたHERO'S KOREA 2007でファビオ・シウバと対戦し、腕ひしぎ十字固めで一本勝ち。
2008年4月29日、DREAM.2のミドル級グランプリ1回戦で大山峻護と対戦し、判定勝ち。6月15日、DREAM.4の2回戦でゲガール・ムサシと対戦し、判定負け。
2009年7月20日、DREAM.10でジェシー・テイラーと対戦。グラウンドでの攻防中に左足首の異常をアピールし、ギブアップ負けとなった。
2009年10月25日、DREAM初のケージ開催となったDREAM.12でタレック・サフィジーヌと対戦し、判定勝ちを収めた。
その後、しばらくのブランクを経て、韓国のROAD FCなどで40歳を過ぎてなお総合格闘技の試合をしている。また、2021年にはJTBCのバラエティ番組「集まれば蹴る2」に出演するなど、タレント活動も行っている。

## 人物・エピソード
- 「グラウンドは自分の領域」と豪語しているが寝技のスキルは本物であり、桜庭自身も「（道場の人間は）皆極められているし僕も一本取られた」と語っており、桜庭の著書『ぼく…。』によればクイントン・ランペイジ・ジャクソンがユンとの試合後に桜庭に対して「お前に負けたから弱いと思っていたけど強いじゃないか！」と言わしめた[要ページ番号]。
- 桜庭戦での煽りでは、「日本人には負けてはならないと教えられてきた」など、日本への敵対心を出していたが、桜庭曰く「自分との試合前にもかかわらず高田道場で練習したいと言ってきた。当然試合前だから断ったけど『試合が終わったら練習しよう』と言った」と語っており、試合後、その約束は果たされた。

## 戦績
| 総合格闘技 戦績 | 総合格闘技 戦績 | 総合格闘技 戦績 | 総合格闘技 戦績 | 総合格闘技 戦績 | 総合格闘技 戦績 | 総合格闘技 戦績 |
| --------------- | --------------- | --------------- | --------------- | --------------- | --------------- | --------------- |
| 19 試合         | (T)KO           | 一本            | 判定            | その他          | 引き分け        | 無効試合        |
| 9 勝            | 1               | 4               | 4               | 0               | 0               | 0               |
| 10 敗           | 5               | 1               | 4               | 0               | 0               | 0               |

| 勝敗 | 対戦相手                             | 試合結果                             | 大会名                                                                      | 開催年月日     |
| ×    | ミノワマン                           | 2R 2:26 TKO（指の負傷）              | ROAD FC 42                                                                  | 2017年9月23日  |
| ×    | 崔領（RYO）                          | 2R 2:38 TKO（右ストレート→パウンド） | ROAD FC 31                                                                  | 2016年5月14日  |
| ○    | 高瀬大樹                             | 5分3R終了 判定2-1                    | ROAD FC 24 IN JAPAN                                                         | 2015年7月25日  |
| ○    | アミウカウ・アウベス                 | 5分3R終了 判定3-0                    | ROAD FC 19                                                                  | 2014年11月9日  |
| ×    | 福田力                               | 1R 3:36 TKO（パウンド）              | ROAD FC 16                                                                  | 2014年7月26日  |
| ○    | ジョン・ヨンファン                   | 1R 0:46 腕ひしぎ十字固め             | Revolution 1: The Return of Legend                                          | 2013年3月23日  |
| ○    | 瀧川リョウ                           | 1R TKO（タオル投入）                 | K-1 KOREA MAX 2013                                                          | 2013年2月2日   |
| ○    | タレック・サフィジーヌ               | 5分3R終了 判定2-1                    | DREAM.12                                                                    | 2009年10月25日 |
| ×    | ジェシー・テイラー                   | 1R 1:02 ギブアップ（左足首靭帯損傷） | DREAM.10 ウェルター級グランプリ2009 決勝戦                                  | 2009年7月20日  |
| ×    | アンドリュース・ナカハラ             | 2R 0:30 TKO（パウンド）              | DREAM.6 ミドル級グランプリ2008 決勝戦 【ミドル級グランプリ リザーブマッチ】 | 2008年9月23日  |
| ×    | ゲガール・ムサシ                     | 2R（10分/5分）終了 判定0-3           | DREAM.4 ミドル級グランプリ2008 2nd ROUND 【ミドル級グランプリ 2回戦】       | 2008年6月15日  |
| ○    | 大山峻護                             | 2R（10分/5分）終了 判定3-0           | DREAM.2 ミドル級グランプリ2008 開幕戦 【ミドル級グランプリ 1回戦】          | 2008年4月29日  |
| ○    | ファビオ・シウバ                     | 1R 6:12 腕ひしぎ十字固め             | HERO'S KOREA 2007                                                           | 2007年10月28日 |
| ○    | ゼルグ・"弁慶"・ガレシック           | 1R 1:29 腕ひしぎ十字固め             | HERO'S 2007 ミドル級世界王者決定トーナメント決勝戦                          | 2007年9月17日  |
| ○    | メルヴィン・マヌーフ                 | 2R 1:17 腕ひしぎ十字固め             | Dynamite!! USA                                                              | 2007年6月2日   |
| ×    | ムリーロ・ブスタマンチ               | 2R（10分/5分）終了 判定0-3           | PRIDE 武士道 -其の十三-                                                     | 2006年11月5日  |
| ×    | クイントン・"ランペイジ"・ジャクソン | 3R（10分/5分/5分）終了 判定0-3       | PRIDE.31 Dreamers                                                           | 2006年2月26日  |
| ×    | 瀧本誠                               | 3R（10分/5分/5分）終了 判定0-3       | PRIDE.30 STARTING OVER                                                      | 2005年10月23日 |
| ×    | 桜庭和志                             | 1R 0:38 TKO（左フック→パウンド）     | PRIDE GRANDPRIX 2005 開幕戦 【ミドル級グランプリ 1回戦】                    | 2005年4月23日  |